# بیوکووو
بیوکووو (کرواتی: Biokovo) (که با نام بیوکووا نیز شناخته می‌شود) دومین رشته‌کوه پرارتفاع کشور کرواسی است که در امتداد ساحل دالماسی دریای آدریاتیک و میان رودهای نرتوا و ستینا قرار دارد.